# 都市圈
都市区（英語：metropolitan area; metropolitan coordinating region）又稱大都市、都市圈，是指以大都市的中央城区为核心，向周围市郊、远郊、卫星城、边缘区的集镇、村镇、乡村等地区蔓延构成一个受同一行政区划管辖的复合城市集合區域。都市圈的特点反映在其各个聚居地之间紧密的经济联系、产业的分工与合作，交通与社会生活、城市规划和基础设施建设相互影响。

東京首都圈是目前全球規模最大的都會區，圖為新宿副都心的摩天大樓群

北美地区的“metropolitan area”在中文里一般译作“大都市”、“大都市区”或“都会区”。

## 定義分歧

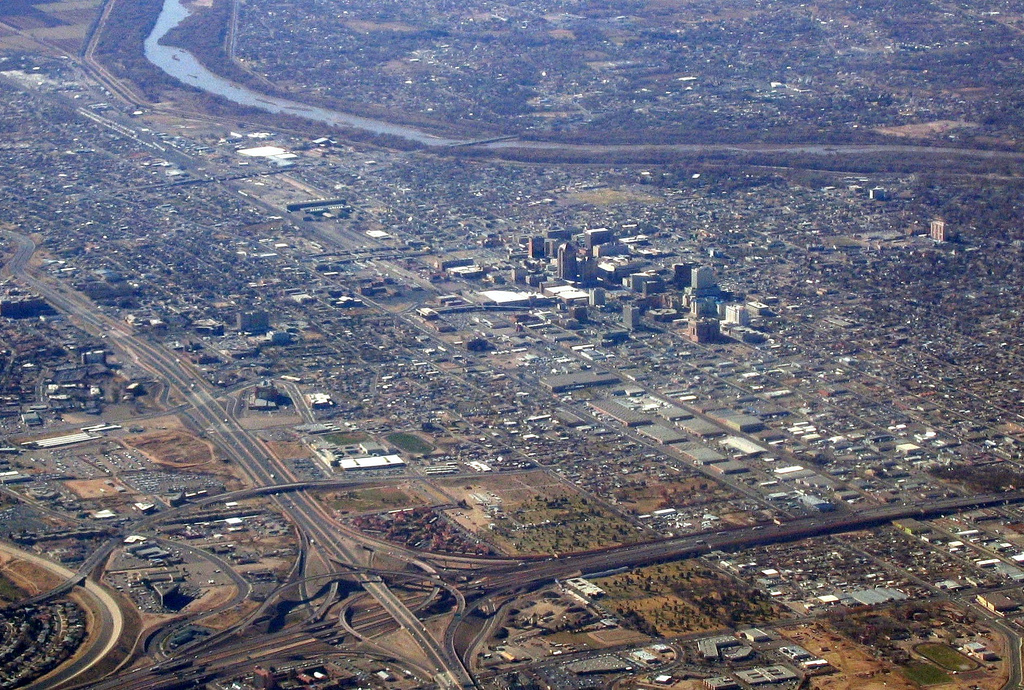
美國新墨西哥州阿布奎基市的都會區到周邊郊區空照

大都市区包括了市区（连续的建成区）和可能不具城市特色的区域，但这些区域通过就业或其他商业活动与中心紧密相连。这些边远区域有时被称为通勤带（commuter belt），可能远远超出城市区域，延伸到其他行政区。例如，纽约长岛的艾斯利普被认为是纽约大都会区的一部分。
实际使用中，官方和非官方的大都市区的界限都不尽相同。有时它们与市区（urban area）差别不大，而有时它们覆盖的区域与单一的城市聚落没什么关系；大都市区的比较统计数据应当考虑到这一点。即使对同一个都市区，其人口统计数字之间也可能相差上百万。
英语中，自1950年采用以来，大都市区（metropolitan areas）的基本概念没有发生明显变化，不过地理分布则有明显变化，并且未来还可能会有更多变化。由于“大都市统计区”（metropolitan statistical area）一词的不稳定性，人们使用的更通俗的术语是“都市服务区”（metro service area）、“都市区”（metro area）或“MSA”，不仅包括城市，还包括郊区，远郊，有时还包括农村地区，这些都被认为会有影响。多中心都市区包含多个不连续发展的城市集聚区（urban agglomeration）。定义都市圈时，仅需一个或多个城市形成一个核心，而其他区域与之高度融合。

### 台灣
在同一區域內，由一個或一個以上之中心都市為核心，連結與此中心都市在社會、經濟上合為一體之市、鎮、鄉（稱為衛星市鎮）所共同組成之地區，且其區內人口總數達三十萬人以上。

### 中国大陆

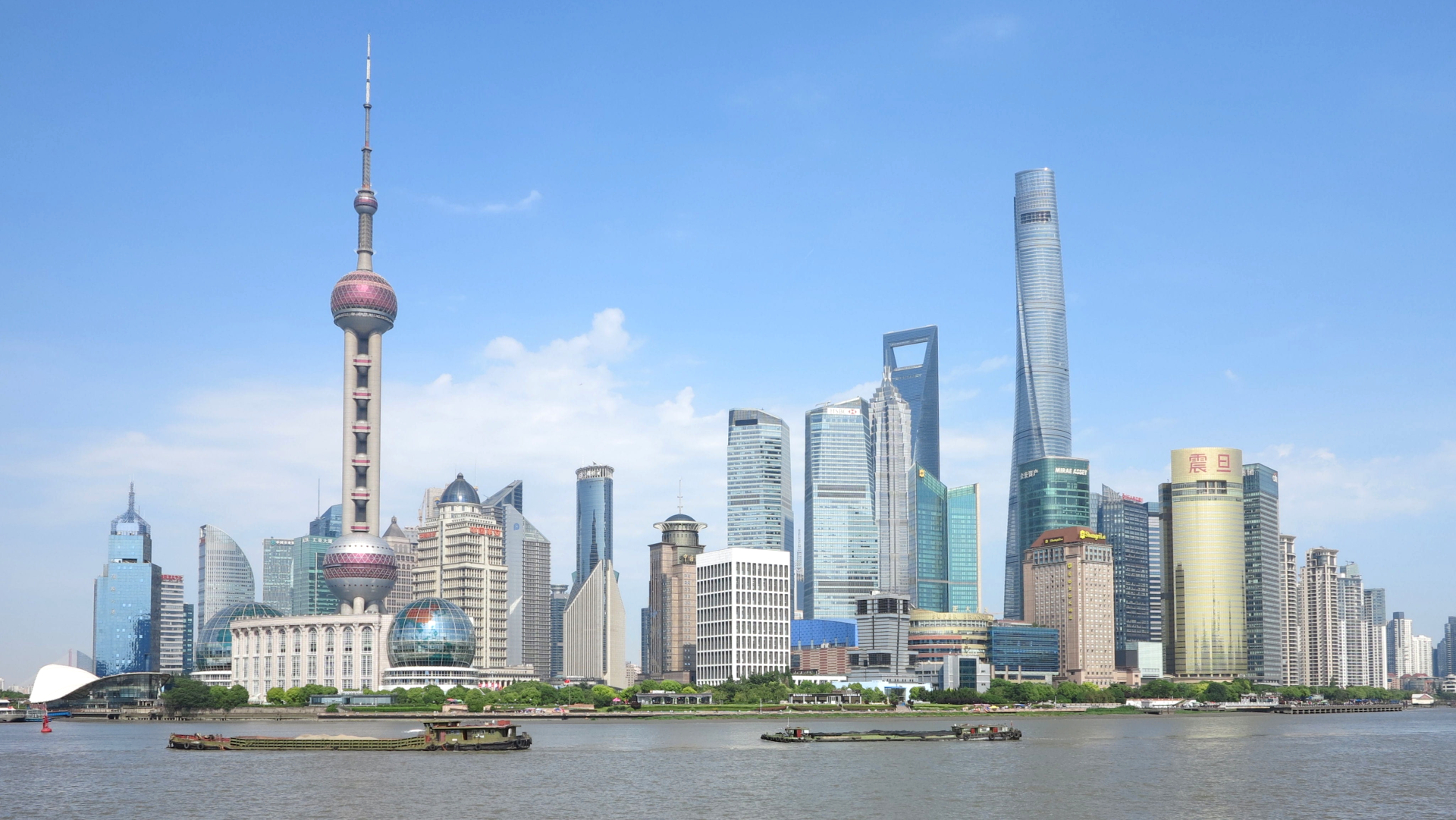
中國上海市是國際大都市

中國大陸過去對「都市圈」「都會區」「城市群」「大都市圈」等概念並無嚴格區分，其中「城市群」为中国大陆自1990年代以后常用的地域经济用语，但也常直接借用日文“都市圈”来表示同一概念，日文即英文“metropolitan coordinating region”之含义。2019年2月19日，国家发展改革委發佈《国家发展改革委关于培育发展现代化都市圈的指导意见》，其中「都市圈」被定義為「城市群内部以超大特大城市或辐射带动功能强的大城市为中心、以1小时通勤圈为基本范围的城镇化空间形态」，從官方上定義了「都市圈」。
而事实上，一些更早的规划已经将“都市圈”等作为“城市群”的次一层级，例如《珠江三角洲城镇群协调发展规划（2004-2020）》《珠江三角洲城乡规划一体化规划（2009—2020年）》中将珠江三角洲城市群分为广佛肇都市区、深莞惠都市区、珠中江都市区；2016年的《长江三角洲城市群发展规划》提出了“一核五圈四带”，其中“五圈”是指“推动南京都市圈、杭州都市圈、合肥都市圈、苏锡常都市圈、宁波都市圈的同城化发展”。

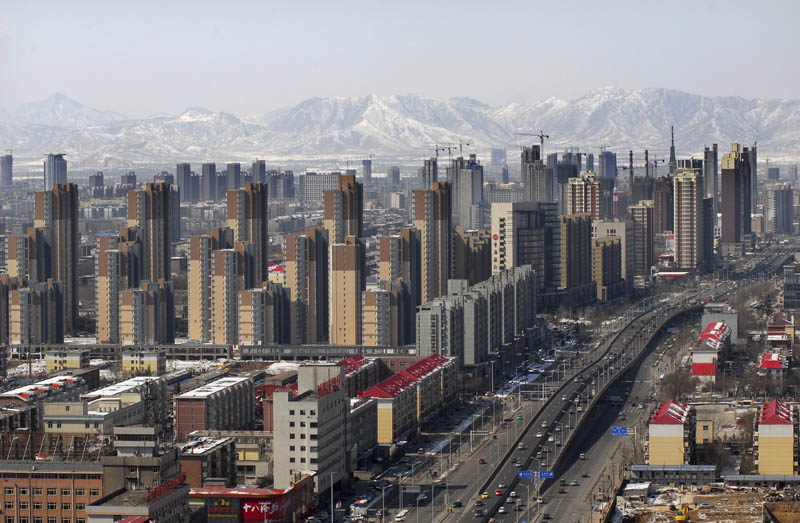
石家莊以衛星城市的角色與北京同屬一經濟圈

《中国都市圈发展报告2018》指出，除港澳台之外，全国共有34个中心城市都市圈，占到全国总面积的24%，总人口的59%，GDP的77.8%。根据发展水平差异，报告将这些都市圈分为成熟型、发展型和培育型三个层级，其中，长三角和珠三角范围内的7个都市圈发展最为成熟，已经形成连绵成片、互相重叠的都市连绵区。
- 成熟型都市圈：长三角连绵区包括上海市、杭州市、南京市、宁波市为中心城市的城镇密集区域，在都市圈发展水平、中心城市贡献度、同城化机制三个方面位于全国首位，都市圈联系强度方面位于全国第二。珠三角连绵区指以广州市都市圈和深圳市都市圈所在区域，发展质量仅次于长三角，但在内部城市之间联系度上优于长三角。
- 发展型都市圈：16个，除首都都市圈包含北京和天津两个中心城市之外，其余都市圈均为单一中心城市，这些中心城市分别为合肥、青岛、成都、西安、郑州、厦门、济南、武汉、石家庄、长春、太原、长沙、贵阳、南宁、沈阳。
- 培育型都市圈：11个，各自所在区域的中心城市分别为南昌、昆明、重庆、哈尔滨、大连、乌鲁木齐、福州、呼和浩特、银川、兰州－西宁[7]。

除去长三角和珠三角连绵区，一些发展型都市圈在一些单项排名中很突出。在都市圈发展水平排名中，首都都市圈、青岛都市圈、厦漳泉都市圈排名靠前。报告认为，首都都市圈之所以低于长三角和珠三角主要在于北京市的辐射带动作用更多体现在全国尺度，其次，河北相关城市与北京和天津相比存在断层，拉低整体发展水平。
2019年6月24日，中国社会科学院财经院、中国社科院城市与竞争力研究中心联合发布《中国都市圈报告》，从综合经济竞争力、可持续竞争力、营商竞争力及宜居竞争力四个维度，对18个发展较为完善的都市圈进行了测评。结果显示，粤港澳大湾区与长三角都市连绵区两大“头部”都市圈竞争激烈，整体表现最为出色。与此同时，青岛都市圈、厦门都市圈也以“黑马”之姿突出重围，在四个榜单中都稳居前五强。其中，两大都市圈在可持续竞争力、宜商竞争力及宜居竞争力上甚至都超过首都都市圈。

### 香港
根據香港政府的定義，香港的都會區指香港島（及鄰近島嶼）、九龍半島和荃灣新市鎮（即葵青區及荃灣區扣除馬灣和北大嶼山外的地區）。
新界地區如沙田區、大埔區、北區、西貢區、元朗區、屯門區、離島區以及屬於荃灣區的馬灣及北大嶼山並不是香港的市中心，因此不算是香港的都會區。

### 日本

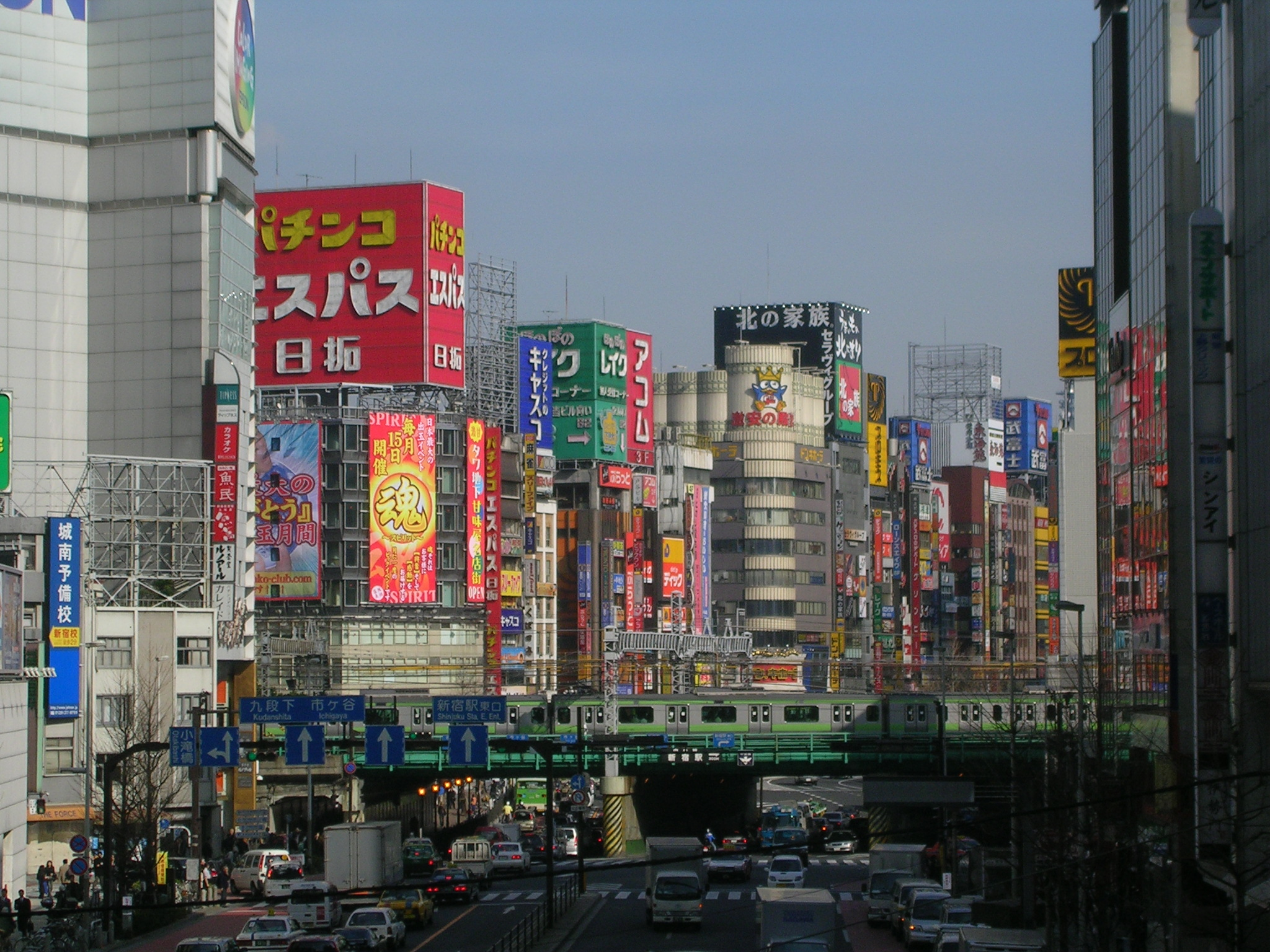
東京首都圈是目前全球規模最大的都會區

在日本，各個政府部門對「都市圈」的定義有所出入。總務省統計局的國勢調查（人口普查）中，都市圈是為了定義的廣域的城市區域，超越行政區域而設定的統計上的地域區分。俗稱「1.5%都市圈」。

### 法国
在法国，都市圈以市镇公共合作组织（EPCI）的形式而存在，并且根据人口数量分为四个等级，其最高的级别为都会区，可在其区域范围内行使经济、教育、交通、环境等多个方面的权力。截止2019年7月，法国共有21个都会区，另有可以制定部分省级法令的里昂大都会。

## 各地實例
| | | |
| 北美： - 加拿大：（超過一百萬） - 多倫多 - 蒙特婁 - 溫哥華 - 渥太華 - 卡尔加里 - 埃德蒙顿 - 美國：（超過4百萬） - 紐約 - 大洛杉磯 - 芝加哥大都市區 - 芝加哥 - 達拉斯和沃思堡（雙城） - 休士頓 - 華盛頓 - 費城 - 邁阿密 - 亞特蘭大 - 波士頓 - 舊金山灣區 - 三藩市 - 聖荷西 - 聖馬刁郡 - 奧克蘭 - 鳳凰城 - 底特律 - 西雅圖 - 奧蘭多 - 明尼亞波利斯-聖保羅（雙城） 中南美地區： - 墨西哥 - 巴西： - 聖保羅 - 里約熱內盧 - 美景市 - 阿根廷： - 大布宜諾斯艾利斯 - 秘魯： - 利馬 - 哥倫比亞： - 波哥大 | 歐洲地區： - 英國： - 倫敦 - 伯明罕 - 曼徹斯特 - 利物浦 - 里茲 - 諾丁漢 - 泰恩河畔新堡 - 格拉斯哥 - 愛丁堡 - 德國： - 萊茵-魯爾城市群 - 柏林/布蘭登堡大都市區 - 法蘭克福-萊茵-美茵大都會區 - 漢堡大都會區 - 紐倫堡大都會區 - 不萊梅/奥爾登堡大都會區 - 薩克森三角城市群 - 西班牙： - 瓦倫西亞 - 大巴塞隆納 - 馬德里城市帶 - 穆尔爾西亞-阿利坎特城市帶 - 義大利： - 熱諾瓦 - 佛羅倫斯 - 波隆那 - 米蘭都會區 - 拿坡里都會區 - 羅馬都會區 - 都靈都會區 - 巴勒摩 - 荷蘭： - 蘭斯台德城市群（阿姆斯特丹-海牙-鹿特丹-烏特勒支） | 東亞地區： - 中國大陸： - 长江三角洲城市群 - 上海大都市圈 - 南京都市圈 - 杭州都市圈 - 合肥都市圈 - 苏锡常都市圈 - 宁波都市圈 - 珠江三角洲城市群 - 广州都市圈 - 深圳都市圈 - 珠江口西岸都市圈 - 海峡西岸城市群 - 福州都市圈 - 厦漳泉都市圈 - 京津冀城市群 - 首都都市圈 - 石家庄都市圈 - 山东半岛城市群 - 青岛都市圈 - 濟南都市圈 - 辽中南城市群 - 沈阳都市圈 - 大連都市圈 - 长江中游城市群 - 武汉都市圈 - 长沙都市圈 - 川渝城市群 - 成都都市圈 - 重庆都市圈 - 臺灣： - 大臺北都會區 - 桃園都會區 - 臺中彰化都會區 - 臺南都會區 - 高雄都會區 - 日本： - 太平洋沿岸城市群 - 日本首都圈 - 靜岡都市圈 - 名古屋都市圈 - 京阪神 - 福岡都市圈 - 札幌都市圈 - 南韓： - 京釜城市群 - 大首爾都會區 - 大田圈 - 大邱慶北都會區 - 釜蔚慶 - 光州圈 |